# 魏特湖
47°40′57.6″N 12°33′40.14″E / 47.682667°N 12.5611500°E
魏特湖（德語：Weitsee），是德國的湖泊，位於該國東南部，由巴伐利亞負責管轄，處於基姆高山脈，長2.7公里、寬0.2公里，面積0.6平方公里，海拔高度753米，平均水深3.5米，最大水深9.3米，湖岸線長度7.6公里，水體容量222萬立方米。湖泊周圍棲息著受保護的動物，如西伯利亚鸢尾和Minois dryas.